# Absolute Redemption
Absolute Redemption ist eine Einzelspieler-Mod für das Computerspiel Half-Life. Ursprünglich von Maverick Developments im Oktober 1999 als Redemption frei zum Download angeboten, wurde es im November 2000 von Valve und Sierra Entertainment in der Half-Life Platinum-Collection offiziell veröffentlicht.

## Handlung
In Absolute Redemption übernimmt der Spieler erneut die Rolle des Wissenschaftlers Gordon Freeman, der zuvor in Half-Life nach einem gescheiterten Teleportationsexperiment Außerirdische auf der Erde bekämpfen und verbannen musste. Nun besteht dessen Aufgabe darin, drei spezielle Schmetterlinge, so genannte Telnorps, aufzusuchen, um das Portal zwischen den Welten Xen und Zan, welche die Xen unterdrücken, zu schließen.
Dabei wird der Spieler in einen Tempel im Himalaya-Gebirge, zu einem Rummel, der Außerirdische als Hauptattraktion bietet, in die Festung eines Waffenhändlers und schließlich nach Xen, um das Portal zu Zan mit Hilfe der Telnorps zu schließen, teleportiert. Die Aufträge erhält Gordon Freeman dabei vom mysteriösen G-Man, der das Geschehen laufend beobachtet.

## Rezeption
Der Mod sei qualitativ in derselben Liga wie die offiziellen Erweiterungen Half-Life: Opposing Force und Half-Life: Blue Shift.